# Saison 1966-1967 du MC Alger
 (janvier 2023).
Si vous disposez d'ouvrages ou d'articles de référence ou si vous connaissez des sites web de qualité traitant du thème abordé ici, merci de compléter l'article en donnant les références utiles à sa vérifiabilité et en les liant à la section « Notes et références ».
 (septembre 2022).
- Si vous ne connaissez pas le sujet, laissez ce bandeau (vous pouvez alors contacter les auteurs).
- Si vous supprimez le contenu mis en cause (vous pouvez préalablement contacter les auteurs),

argumentez précisément cette suppression dans la page de discussion
(un manque de référence n'est pas un argument ; une recherche réelle de référence doit avoir été effectuée, être formellement documentée).
Cet article traite la saison 1966-1967 du Mouloudia d'Alger. Les matchs se déroulent essentiellement en Championnat d'Algérie de football 1966-1967, mais aussi en Coupe d'Algérie de football 1966-1967.

## 1er  Championnat national 2;1966-1967.

### Résultats
| Division 2 Journée 1 | USM Setif | 3-2 | MC Alger | Setif |  |
|                      |           |     |          |       |  |

| Division 2 Journée 2 | MC Alger | 1-1 | JSM Skikda | St Eugène |  |
|                      |          |     |            |           |  |

| Division 2 Journée 3 | CR Témouchent | 1-0 | MC Alger | Témouchent |  |
|                      |               |     |          |            |  |

| Division 2 Journée 4 | MC Alger | 1-1 | JSD Jijelli | St Eugène |  |
|                      |          |     |             |           |  |

| Division 2 Journée 5 | USM Alger | 1-3 | MC Alger | St Eugène |  |
|                      |           |     |          |           |  |

| Division 2 Journée 6 | MC Alger | 2-2 | AS Khroub | St Eugène |  |
|                      |          |     |           |           |  |

| Division 2 Journée 7 | ES Mostaganem | 0-1 | MC Alger | Stade des 5 martyrs |  |
|                      |               |     |          |                     |  |

| Division 2 Journée 8 | MSP Batna | 0-0 | MC Alger | Batna |  |
|                      |           |     |          |       |  |

| Division 2 Journée 9 | MC Alger | 1-1 | USM Belabbes | St Eugène |  |
|                      |          |     |              |           |  |

| Division 2 Journée 10 | MC Alger | 2-0 | USM Setif | St Eugène |  |
|                       |          |     |           |           |  |

| Division 2 Journée 11 | JSM Skikda | 1-0 | MC Alger | St Eugène |  |
|                       |            |     |          |           |  |

| Division 2 Journée 12 | MC Alger | 3-1 | CR Temouchent | St Eugène |  |
|                       |          |     |               |           |  |

| Division 2 Journée 13 | JSD Jijelli | 1-1 | MC Alger | Stade colonel Amirouche |  |
|                       |             |     |          |                         |  |

| Division 2 Journée 14 | MC Alger | 0-1 | USM Alger | St Eugène |  |
|                       |          |     |           |           |  |

| Division 2 Journée 15 | AS Khroub | 4-1 | MC Alger | St Eugène |  |
|                       |           |     |          |           |  |

| Division 2 Journée 16 | MC Alger | 0-0 | ES Mostaganem | St Eugène |  |
|                       |          |     |               |           |  |

| Division 2 Journée 17 | USM Belabbes | 4-0 | MC Alger | Stade des 3 frères Amrouche |  |
|                       |              |     |          |                             |  |

| Division 2 Journée 18 | MC Alger | 0-0 | MSP Batna | St Eugène |  |
|                       |          |     |           |           |  |

### Classement
| Place | Club          | Points | Joué | Victoire | Nul | Défaite | Buts pour | Buts contre | D i f f |
| ----- | ------------- | ------ | ---- | -------- | --- | ------- | --------- | ----------- | ------- |
| 1er   | JSM Skikda    | 42     | 18   | 9        | 6   | 3       | 20        | 12          | +8      |
| 2e    | USM Belabbes  | 41     | 18   | 9        | 5   | 4       | 29        | 11          | +18     |
| 3e    | MSP Batna     | 39     | 18   | 7        | 7   | 4       | 22        | 13          | +9      |
| 4e    | JSD Jijelli   | 37     | 18   | 8        | 3   | 7       | 23        | 21          | +2      |
| 5e    | USM Alger     | 36     | 18   | 6        | 6   | 6       | 26        | 20          | +6      |
| 6e    | AS Khroub     | 35     | 18   | 6        | 6   | 6       | 25        | 29          | -4      |
| 7e    | MC Alger      | 34     | 18   | 4        | 8   | 6       | 18        | 22          | -4      |
| 8e    | CR Temouchent | 32     | 18   | 5        | 4   | 9       | 18        | 29          | -11     |
| 9e    | USM Setif     | 32     | 18   | 5        | 4   | 9       | 15        | 26          | -11     |
| 10e   | ES Mostaganem | 31     | 18   | 4        | 5   | 9       | 15        | 28          | -13     |

## Coupe d'Algérie
| Coupe d'Algérie 1/32e de finale | MC Alger | 1-0 | JS Fort de l'Eau | El Annasser |  |
|                                 |          |     |                  |             |  |

| Coupe d'Algérie 1/16e de finale | MC Alger | 1-0 | Hydra AC | El Annasser |  |
|                                 |          |     |          |             |  |

| Coupe d'Algérie 1/8e de finale | MC Alger | 1-3 | ES Setif | St Eugène |  |
|                                |          |     |          |           |  |